# Премия Лейпцигской книжной ярмарки

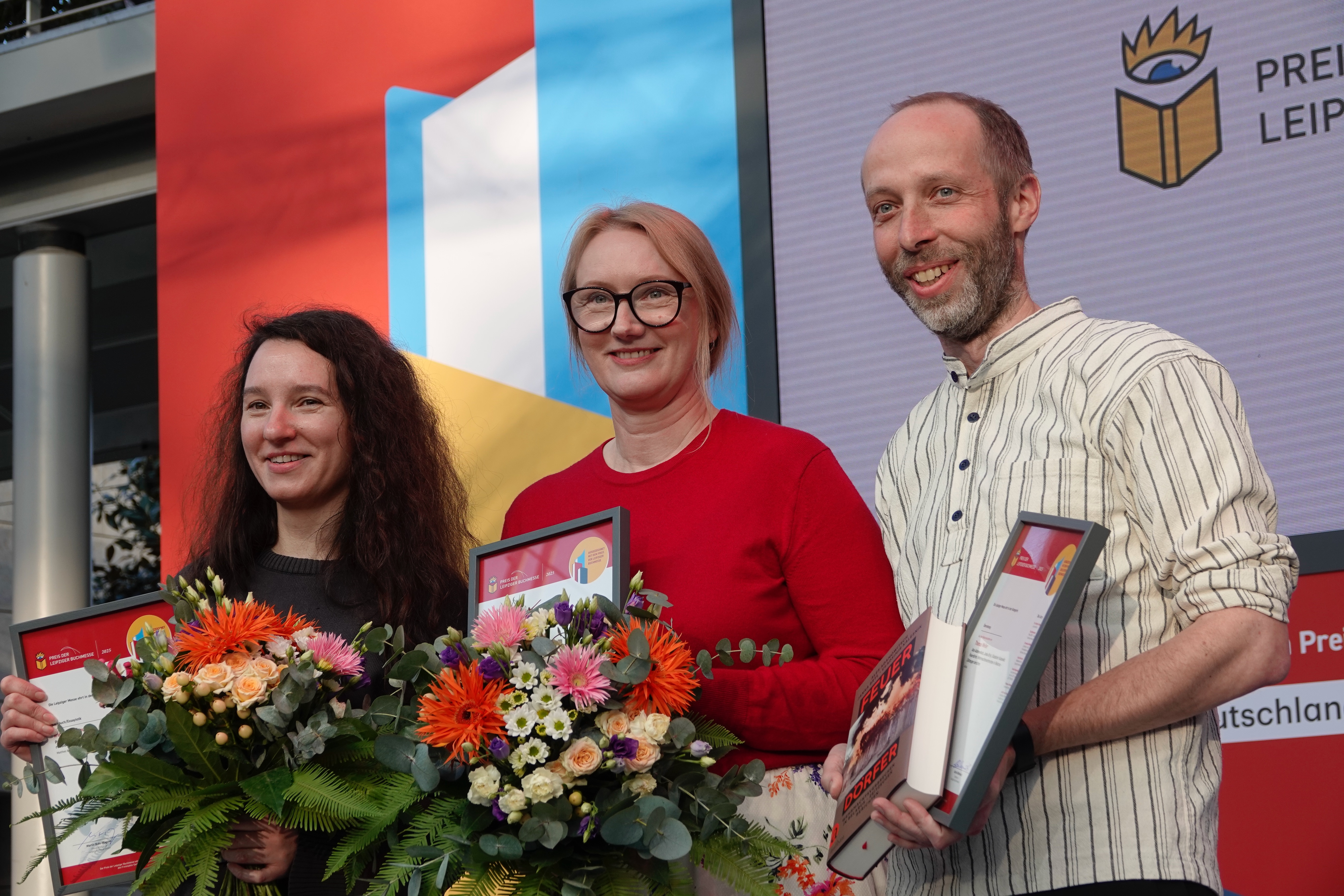
Лауреаты Премии Лейпцигской книжной ярмарки 2025 года: Ирина Расторгуева (научно-популярная литература), Кристине Билькау (беллетристика), Томас Вайлер (перевод).

Премия Лейпцигской книжной ярмарки (нем. Preis der Leipziger Buchmesse, также нем. Leipziger Buchpreis) — немецкая литературная награда, одна из самых престижных наград для произведений на немецком языке. Премия присуждается с 2005 года ежегодно за недавно опубликованные произведения. Вручается в категориях «Беллетристика», «Нон-фикшн» и «Перевод» (на немецкий язык). Победителей определяет жюри из семи человек, в состав которого входят литературоведы, критики и журналисты. В каждой категории победитель получает денежную премию в размере 15 тыс. евро. Остальные 12 номинантов получают по 1 тыс. евро каждый. Церемония награждения проводится в первый день ярмарки.

## Лауреаты
| Год  | Категория «Беллетристика»                                | Категория «Нон-фикшн»                                                                         |
| ---- | -------------------------------------------------------- | --------------------------------------------------------------------------------------------- |
| 2005 | Терезия Мора, Alle Tage                                  | Рюдигер Сафранский, Schiller oder Die Erfindung des deutschen Idealismus                      |
| 2006 | Илья Троянов, Der Weltensammler                          | Франц Шу, Schwere Vorwürfe, schmutzige Wäsche                                                 |
| 2007 | Инго Шульце, Handy. Dreizehn Geschichten in alter Manier | Саул Фридлендер, Die Jahre der Vernichtung. Das Dritte Reich und die Juden 1939—1945          |
| 2008 | Клеменс Мейер, Die Nacht, die Lichter                    | Ирина Либманн, Wäre es schön? Es wäre schön. Mein Vater Rudolf Herrnstadt                     |
| 2009 | Сибилла Левичарофф, Apostoloff                           | Херфрид Мюнклер, Die Deutschen und ihre Mythen                                                |
| 2010 | Георг Кляйн, Roman unserer Kindheit                      | Ульрих Раульфф, Kreis ohne Meister. Stefan Georges Nachleben. Eine abgründige Geschichte      |
| 2011 | Клеменс Сетц, Die Liebe zur Zeit des Mahlstädter Kindes  | Хеннинг Риттер, Notizhefte                                                                    |
| 2012 | Вольфганг Херрндорф, Sand                                | Йорг Баберовски, Verbrannte Erde. Stalins Herrschaft der Gewalt                               |
| 2013 | Давид Вагнер, Leben                                      | Хельмут Бёттигер, Die Gruppe 47. Als die deutsche Literatur Geschichte schrieb                |
| 2014 | Саша Станишич, Vor dem Fest                              | Гельмут Летен, Der Schatten des Fotografen                                                    |
| 2015 | Ян Вагнер, Regentonnenvariationen. Gedichte              | Филипп Тер, Die neue Ordnung auf dem alten Kontinent. Eine Geschichte des neoliberalen Europa |
| 2016 | Гунтрам Веспер, Frohburg                                 | Юрген Гольдштейн, Georg Forster. Zwischen Freiheit und Naturgewalt                            |
| 2017 | Наталья Николаевна Вдовина, Sie kam aus Mariupol         | Барбара Столлберг-Рилингер, Maria Theresia. Die Kaiserin in ihrer Zeit                        |
| 2018 | Эстер Кински, Hain. Geländeroman                         | Карл Шлёгель, Das sowjetische Jahrhundert. Archäologie einer untergegangenen Welt             |
| 2019 | Анке Стеллинг, Schäfchen im Trockenen                    | Харальд Йенер, Wolfszeit. Deutschland und die Deutschen 1945–1955                             |
| 2020 | Луц Зайлер, Stern 111                                    | Беттина Хитцер, Krebs fühlen — Eine Emotionsgeschichte des 20. Jahrhunderts                   |
| 2021 | Ирис Ханика, Echos Kammern                               | Хайке Беренд, Menschwerdung eines Affen                                                       |
| 2022 | Томер Гарди, Eine runde Sache                            | Ульяна Вольф, Etymologischer Gossip. Essays und Reden                                         |
| 2023 | Динчер Гючиетер, Unser Deutschlandmärchen                | Регина Шер, Bittere Brunnen. Hertha Gordon-Walcher und der Traum von der Revolution           |

| Год  | Переводчик                | Автор и книга                                                       | Язык оригинала |
| ---- | ------------------------- | ------------------------------------------------------------------- | -------------- |
| 2005 | Томас Эйххорн             | Лес Маррей, Fredy Neptune                                           | английский     |
| 2006 | Рагни Мария Гшвенд        | Антонио Мореско, Aufbrüche                                          | итальянский    |
| 2007 | Гайер Гайер               | Фёдор Михайлович Достоевский, Ein grüner Junge                      | русский        |
| 2008 | Фриц Фогельгсанг          | Жуанот Мартурель. Roman vom Weißen Ritter Tirant lo Blanc           | каталанский    |
| 2009 | Эйке Шенфельд             | Сол Беллоу, Humboldts Vermächtnis                                   | английский     |
| 2010 | Ульрих Блюменбах          | Дэвид Фостер Уоллес, Unendlicher Spaß                               | английский     |
| 2011 | Барбара Конрад            | Лев Николаевич Толстой, Krieg und Frieden                           | русский        |
| 2012 | Кристина Вираг            | Петер Надаш, Parallelgeschichten                                    | венгерский     |
| 2013 | Ева Гессе                 | Эзра Паунд, Die Cantos                                              | английский     |
| 2014 | Робин Детье               | Уильям Т. Воллманн, Europe Central                                  | английский     |
| 2015 | Мириам Пресслер           | Амос Оз, Judas                                                      | иврит          |
| 2016 | Брижит Дёберт             | Бора Чосич, Die Tutoren                                             | сербский       |
| 2017 | Ева Луди Конг             | Аноним, Die Reise in den Westen                                     | китайский      |
| 2018 | Сабина Штер и Юрий Дюркот | Сергей Жадан, Internat                                              | украинский     |
| 2019 | Ева Рут Вемме             | Габриэла Адамештяну, Verlorener Morgen                              | румынский      |
| 2020 | Пике Бирманн              | Фрэн Росс, Oreo                                                     | английский     |
| 2021 | Тимеа Танко               | Миклош Сенткути, Apropos Casanova. Das Brevier des Heiligen Orpheus | венгерский     |
| 2022 | Анна Вебер                | Сесиль Вайсброт, Nevermore                                          | французский    |
| 2023 | Йоханна Шверинг           | Аврора Вентурини, Die Cousinen                                      | испанский      |